# Kenny Barron
Kenny Barron (* 9. června 1943 Filadelfie) je americký jazzový klavírista, hudební skladatel a pedagog, o šestnáct let mladší bratr saxofonisty Billa Barrona. Během své kariéry spolupracoval s mnoha hudebníky, mezi něž patří například Stan Getz, George Mraz, Yusef Lateef, Ron Carter, Ella Fitzgeraldová, Dizzy Gillespie a řada dalších. Řadu let se věnoval pedagogické činnosti na Rutgers University v New Jersey a později i na Juilliard School.
Devětkrát byl nominován na cenu Grammy a v roce 2010 získal ocenění NEA Jazz Masters.